# 4345 Рахманінов
4345 Рахманінов (4345 Rachmaninoff) — астероїд головного поясу, відкритий 11 лютого 1988 року.
Тіссеранів параметр щодо Юпітера — 3,282.
Названо на честь Рахманінова С.В. (1873—1943) — російського композитора, піаніста і диригента, одного із яскравих представників фортепіанного мистецтва.